# Bastide Le Confort médical
Pour les articles homonymes, voir Bastide.
 (mars 2021).
Si vous disposez d'ouvrages ou d'articles de référence ou si vous connaissez des sites web de qualité traitant du thème abordé ici, merci de compléter l'article en donnant les références utiles à sa vérifiabilité et en les liant à la section « Notes et références ».
Bastide Le Confort médical est une société française spécialisée dans la fourniture de matériel médical destiné aux soins à domicile. Elle est cotée à la bourse de Paris.

## Histoire
Le groupe Bastide est créé en 1977 par Guy Bastide, un ancien pharmacien originaire de Nîmes. Après avoir exercé en pharmacie d'officine, il crée en 1977 la société Bastide le Confort médical[réf. souhaitée]. Il participe dès la constitution de la société à la création du syndicat professionnel regroupant les acteurs du maintien à domicile « Fédération des prestataire de Santé à domicile » (FEDEPSAD). Il a occupé le poste d'administrateur au sein de la FEDEPSAD pendant de très nombreuses années, et en a assumé la présidence[réf. souhaitée].
En 2021, son fils Vincent Bastide lui succède comme PDG.

## Activités
Bastide Le Confort médical est spécialisée dans les prestations de soins à domicile à destination des personnes âgées, malades et handicapées.
Au 30 juin 2020, le groupe annonce 57 magasins en propre et 82 magasins franchisés, pour 1974 collaborateurs[réf. souhaitée]. 
Le siège social de la société est situé à Caissargues.

## Controverses
Le journaliste Victor Castanet publie le résultat de trois années d'enquête dans son ouvrage Les Fossoyeurs en 2022. Il met en évidence des pratiques d'approvisionnement inadaptées (demande aux fournisseurs de verser des remises de fin d'année) dans la gestion des achats de produits médicaux pourtant payés par les pouvoirs publics (Agences régionales de santé) de certains groupes exploitant des Ehpad, en particulier le groupe Orpea. Le groupe Bastide, cité dans l'ouvrage comme étant une des plus importantes partenaires d'Orpea, verserait elle aussi des marges arrière à son client.
Par ailleurs, l'ancien directeur général d'exploitation d'Orpea, Jean-Claude Brdenk, ayant quitté le groupe Orpea en décembre 2020 après plus de 23 ans de collaboration, a intégré par la suite le groupe Bastide.